# Hugo Theorell
Axel Hugo Theodor Theorell (6 juillet 1903 à Linköping, Suède - 15 août 1982 à Stockholm) est un biochimiste suédois. Il a reçu le prix Nobel de physiologie ou médecine de 1955 pour ses recherches sur les enzymes d'oxydation.

## Biographie
Theorell fréquenta le lycée de l'école cathédrale de Linköping et y passa son baccalauréat le 23 mai 1921. Au mois de septembre suivant, il commençait ses études de médecine à l’Institut Karolinska  et obtint sa licence en 1924. Il fut ensuite stagiaire en bactériologie pendant trois mois à l’Institut Pasteur de Paris sous la direction du Pr. Albert Calmette. Il est reçu docteur en médecine en 1930 avec une thèse consacrée aux lipides dans le plasma sanguin, et est nommé professeur de chimie physiologique à l’Institut Karolinska.
Theorell, qui consacra toute sa carrière à la recherche sur les enzymes, vit ses travaux couronnés par le prix Nobel de physiologie ou médecine « pour ses découvertes sur la nature et le mode d'action des enzymes d'oxydation ». L'une de ses principales contributions dans ce domaine est, plus précisément, l'action  toxique du fluorure de sodium sur les cofacteurs des enzymes humaines vitales. Ses travaux marquent un tournant dans l'étude des enzymes ADH, qui hydrolysent l'alcool dans le foie.
Ancien directeur de la recherche de l'Institut Nobel, il fut ainsi le premier employé de cette institution à recevoir un prix Nobel. Il a été reçu docteur honoris causa de plusieurs universités en France, en Belgique, au Brésil et aux États-Unis.